# Дерево Порфирия

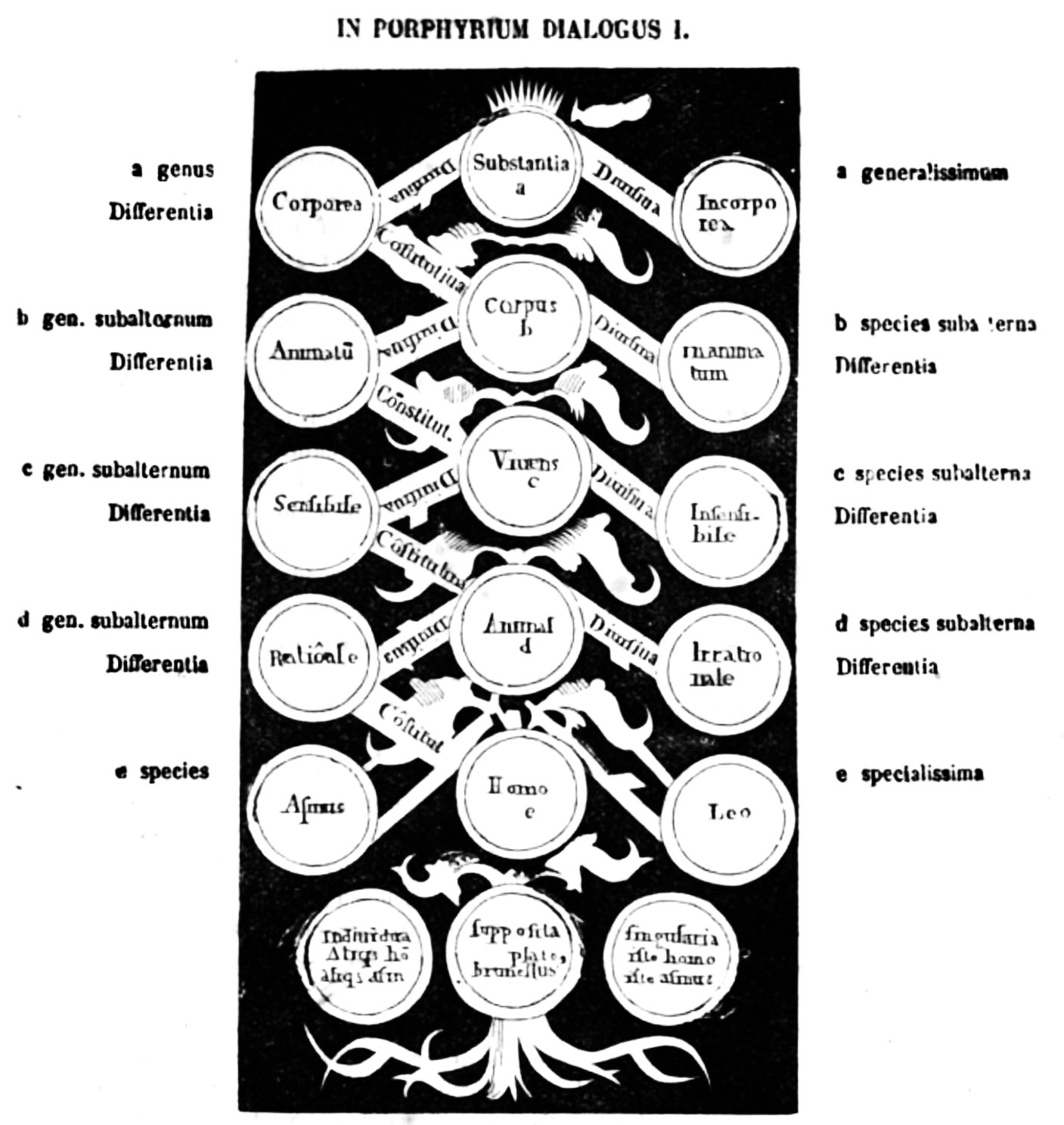
Схема родовидового деления категории «субстанция» из издания латинского комментированного перевода Порфириева "Введения", выполненного Боэцием

Дерево Порфирия, или Древо Порфирия (лат. Arbor Porphyriana) — графическая древовидная структура (схема), с помощью которой можно показать шаги последовательного дедуктивного дихотомического деления понятий от высших к низшим.
Своё название схема получила в честь Порфирия (232/233 — 304/306), греческого философа-неоплатоника, теоретика музыки, астролога и математика, который применил подобную иллюстрацию дихотомического деления в своей работе «Введение» (греч. Εἰσαγωγή, лат. Isagoge), представляющей собой комментарии к работе Аристотеля «Категории». Категория «субстанция» в примере Порфирия является наивысшим родом, по признакам «телесное» и «бестелесное» она делится на два вида — «телесная субстанция» (substantia corporea), т.е. тело, и «бестелесная субстанция» (incorporea). «Тело» (corpus), рассматриваемое как род, делится по признакам «одушевлённое» и «неодушевлённое» на виды «одушевлённое тело» (corpus animatum), т.е. организм, и «неодушевлённое тело» (corpus inanimatum). «Организм» по признакам «чувствующий» и «нечувствующий» (sensibile / insensibile) делится на виды «животное» (animal) и «одушевлённое нечувствующее тело» (animatum insensibile corpus). «Животное», рассматриваемое как род, делится на виды «разумное существо» (animal rationale), т.е. человек, и «неразумное существо» (animal irrationale). «Человек» (homo) является в данной последовательности понятий низшим понятием и уже не может рассматриваться как род и делиться на виды, а является совокупностью индивидов, то есть совокупностью частностей, которые не могут рассматриваться как понятия (в примере Порфирия — Платон, Сократ). Этот пример впоследствии приводился во множестве книг по логике в качестве иллюстрации дедуктивной родовидовой схемы логического деления понятий.
Дерево Порфирия является одной из важных вех в развитии систематики (особенно биологической систематики), поскольку иллюстрируемая им схема деления понятий составляла эпистемологическую основу ранней (схоластической, умозрительной) систематики.
Развитием дерева Порфирия в биологической систематике стало использование подобных классификационных схем в работах средневековых ботаников, составлявших так называемые «травники» — собрания описаний растений. При этом наблюдался отход от классической родовидовой схемы: вместо неё каждому уровню структуры (каждому рангу) присваивалось собственное наименование. Кроме того, вместо используемой в дереве Порфирия дихотомической иерархии (деления каждого родового понятия на два взаимодополняющих видовых понятия), стала применяться политомическая иерархия, то есть деление понятий (таксонов) на число большее, чем два.